# Морозов, Игнатий Дмитриевич
Игнатий Дмитриевич Морозов (1898—1940) — один из руководящих сотрудников НКВД Украинской ССР и ГУГБ НКВД СССР, начальник УНКВД Винницкой обл., начальник 6-го отдела 1-го Управления НКВД СССР, майор государственной безопасности (1937). Расстрелян в 1940 году. Не реабилитирован.

## Биография
Родился в 1898 году в семье грузчика в Тульской губернии, русский. В 1913 году окончил 4-классное городское училище в г. Москва. Рассыльный в мануфактурно-галантерейном магазине в Москве с мая 1913 года по сентябрь 1916 года. Приказчик в мануфактурном магазине г. Николаева с сентября 1916 года по апрель 1919 года. Состоял в РКП(б) с апреля 1919 г.
С апреля по август 1919 года следователь Николаевской губернской ЧК. С августа 1919 по апрель 1920 года — в РККА, был ранен.
В органах ВЧК-ГПУ-НКВД с 1920 года : с апреля 1920 г. по май 1927 года в Николаевской губернской ЧК, Александрийской уездной ЧК, начальник Политического бюро Алешковской уездной ЧК, председатель Херсонской уездной ЧК, в Николаевском уездном, Коростеньском окружном отделе ГПУ при СНК Украинской ССР. С мая 1927 года по август 1935 года помощник начальника 25-го Молдавского, 23-го Каменец-Подольского, начальник 22-го Волочисского пограничного отряда ОГПУ — НКВД. С августа 1935 года по май 1937 года помощник начальника Управления НКВД по Винницкой области (Давида Соколинского и Михаила Тимофеева). С 29 мая по 16 августа 1937 года начальник 2-го (оперативного) отдела УГБ НКВД Украинской ССР. С 16 августа 1937 года по 3 марта 1938 года заместитель начальника Управления НКВД по Винницкой области, временно исполняющий должность начальника Управления НКВД по Винницкой области. С 28 марта по 29 сентября 1938 года начальник 6-го отдела (Осоавиахим, милиция, пожарная охрана, райвоенкоматы, спортивные общества) I-го Управления НКВД СССР. С 1 января 1939 года помощник начальника Следственной части НКВД СССР Богдана Кобулова.
Арестован 3 апреля 1939 года. Внесен в Список Л.Берии от 16 января 1940 г. по 1-й категории. 24 июля 1940 года приговорён к ВМН ВКВС СССР. Расстрелян в ночь на 26 июля 1940 года. Место захоронения- могила невостребованных прахов № 1 крематория Донского кладбища. Не реабилитирован.

### Звания
- Капитан государственной безопасности (08.01.1936);
- Майор государственной безопасности (17.11.1937).

### Награды
- орден Красной Звезды (19.12.1937, лишён 07.07.1942) — за образцовое и самоотверженное выполнение важнейших правительственных заданий;
- медаль «20 лет РККА» (15.10.1938);
- знак «Почётный сотрудник госбезопасности» (20.12.1932).